# Bernhard Jonelat
Bernhard Jonelat (* 7. September 1952; † 28. Februar 1991) war ein deutscher Fußballspieler. In der höchsten Spielklasse des DDR-Fußballs, der Oberliga, spielte er für den BFC Dynamo.

## Sportliche Laufbahn

### Clubstationen
Jonelat, der 1969 von SG Berolina Stralau in den Nachwuchs des Ost-Berliner Fußballclubs gewechselt war, reüssierte bereits als Teenager im Männerfußball überregional. Mit seinen regelmäßigen Einsätzen in der BFC-Zweitvertretung in der zweitklassigen Liga ab 1970/71 bot er sich auch für die 1. Mannschaft an. Im Sommer 1974 wurde das Talent in den Oberligakader aufgenommen.
In seinen ersten beiden Spielzeiten im Oberhaus, 1974/75 und 1975/76, bestritt Jonelat 50 der 52 möglichen Punktekämpfe für die Dynamos. In den folgenden beiden Jahren folgten aber nur noch 20 weitere Partien. Bereits im Juni 1978, mit erst 25 Jahren, gab er mit seinem 70. und letzten Einsatz seinen Abschied aus der ostdeutschen Elitespielklasse. Dies geschah am 26. und damit letzten Spieltag der Saison 1977/78 beim 5:1-Heimsieg gegen die BSG Sachsenring Zwickau. Dort wurde ihm für 15 Minuten zum ersten Mal seit der 16. Runde Spielzeit ermöglicht.
Der gelernte Werkzeugmacher schoss in diesen 70 Erstligaspielen zwei Tore. Er gehörte auch 1978/79 und 1979/80 noch zum Oberligaaufgebot des BFC, also jenen Spielzeiten, in denen sein Team die ersten beiden von am Ende zehn DDR-Meisterschaften in Folge gewann. In beiden Saisons wurde er aber nur noch im FDGB-Pokalwettbewerb und nicht mehr in Erstligapunktspielen aufgeboten. Im Sommer 1980 beendete er seine leistungssportliche Laufbahn.

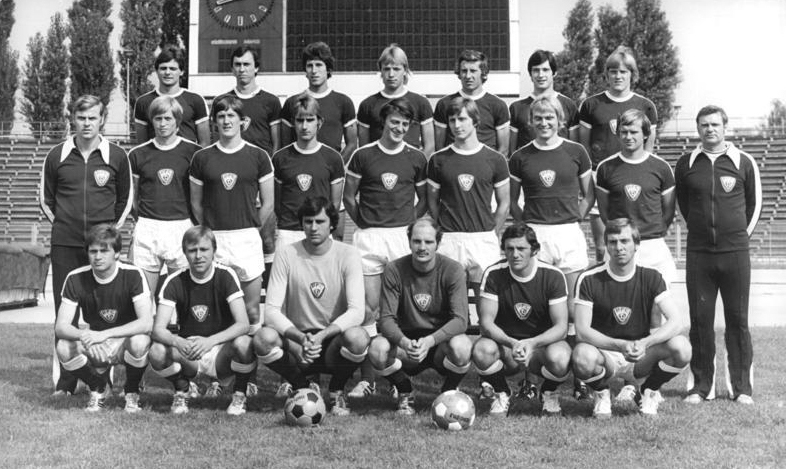
Bernhard Jonelat (Zweiter von links in der oberen Reihe) im BFC-Aufgebot im Sommer 1978

Auf europäischem Parkett lief die 1,83 Meter große Defensivkraft zweimal für die Ost-Berliner auf. In der 1. Runde des UEFA-Pokals in der Saison 1976/77 war für den BFC Dynamo aber gleich Endstation gegen Schachtjor Donezk (0:3, 1:1) aus der Sowjetunion.

### Auswahleinsätze
Aufgrund seiner starken Leistungen in seiner Premierensaison in der Oberliga gelang ihm der Sprung in die DDR-Nachwuchsnationalelf. In der U-23 spielte der BFC-Verteidiger 1975 eine Partie. Im selben Jahr lief er dreimal für die U-21 des DFV auf.

## Weiterer Werdegang
Im Alter von nur 38 Jahren starb Jonelat, damals Zeugwart beim vorübergehend als FC Berlin antretenden DDR-Rekordmeister, bei einem Autounfall gemeinsam mit Joachim Hall, dem früheren Mannschaftsleiter und Assistenztrainer der Weinroten.

## Trivia
Sein Sohn Dirk spielte an der Grenze zwischen Profi- und bereits bezahltem Amateursport ebenfalls höherklassig Fußball.